# Egyptiska

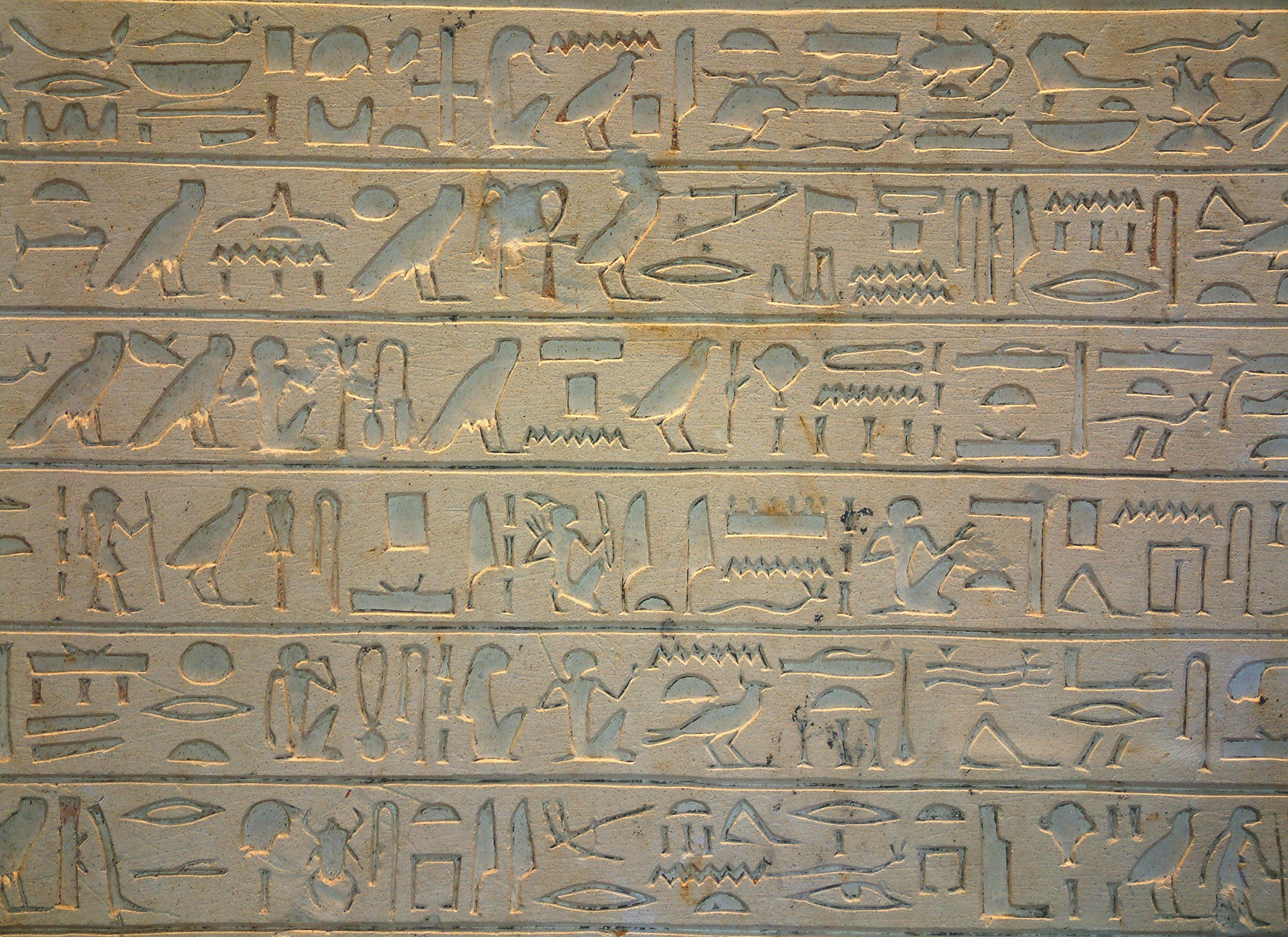
Egyptiska hieroglyfer.

Egyptiska (även fornegyptiska) var det språk som talades i det forna Egypten och finns belagt i skrift från 3200 f.Kr. och framåt. Det lever nu kvar endast som liturgiskt språk i form av koptiskan. Egyptiskan tillhör de afro-asiatiska språken, samt har både hamitiska och semitiska inslag. Skrivandet av språket var, med undantag av koptiskan, kopplat till användandet av hieroglyfer.[källa behövs]
Idag används arabiska som språk i Egypten. Koptiskan används dock fortfarande som skriftspråk av den koptiska kyrkan.
Egyptiskan brukar delas in i sex större skeden:
- Arkaisk egyptiska (före 2500-talet f.Kr. )
- Gammalegyptiska (2500-talet f.Kr. - 1900-talet f.Kr. )
- Mellanegyptiska (1900-talet f.Kr. - 1400-talet f.Kr. )
- Nyegyptiska (1400-talet f.Kr. - 600-talet f.Kr. )
- Demotiska (600-talet f.Kr. - 400-talet e.Kr.)
- Koptiska (400-talet e.Kr. - 1300-talet)